# 제임스 필브룩
제임스 필브룩(James Philbrook, 1924년 10월 22일 ~ 1982년 10월 24일)은 미국의 배우, 텔레비전 배우이다.
대븐포트에서 태어났으며 로스앤젤레스에서 사망하였다.

## 영화
- 핑거 온 더 트리거 (1965년)
- 워락 (1959년)
- 우먼 옵세스 (1959년)
- 나는 살고 싶다 (1958년)
- 페리 메이슨 (1957년)